# Bambusa subaequalis
Bambusa subaequalis är en gräsart som beskrevs av Hok Lam Fung och C.Y.Sia. Bambusa subaequalis ingår i släktet Bambusa och familjen gräs. Inga underarter finns listade i Catalogue of Life.